# Luisendenkmal (Königsberg)

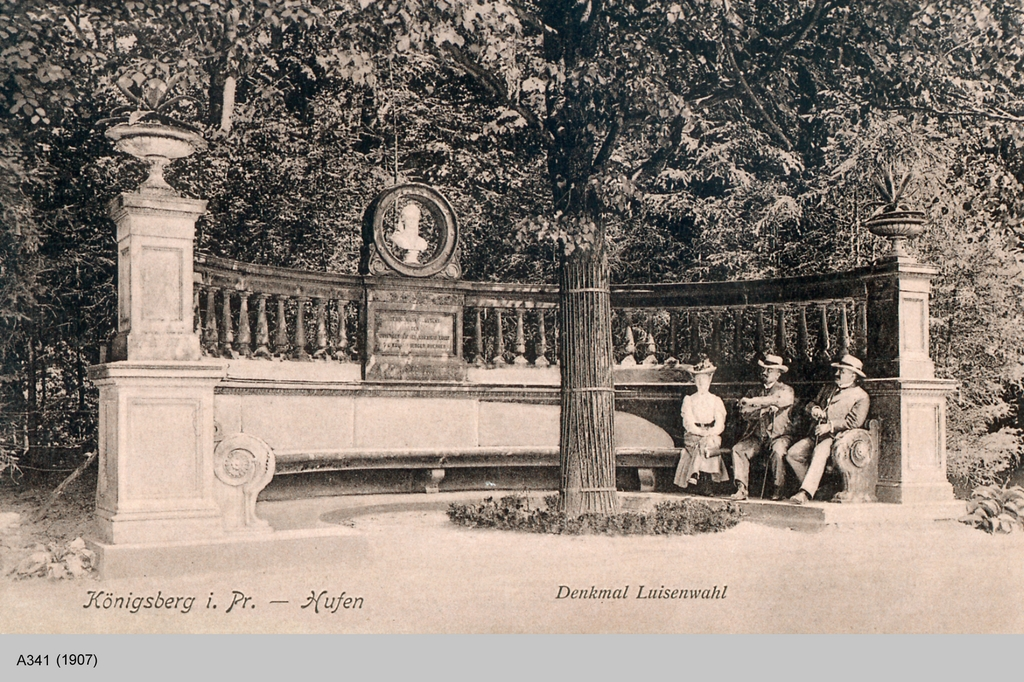

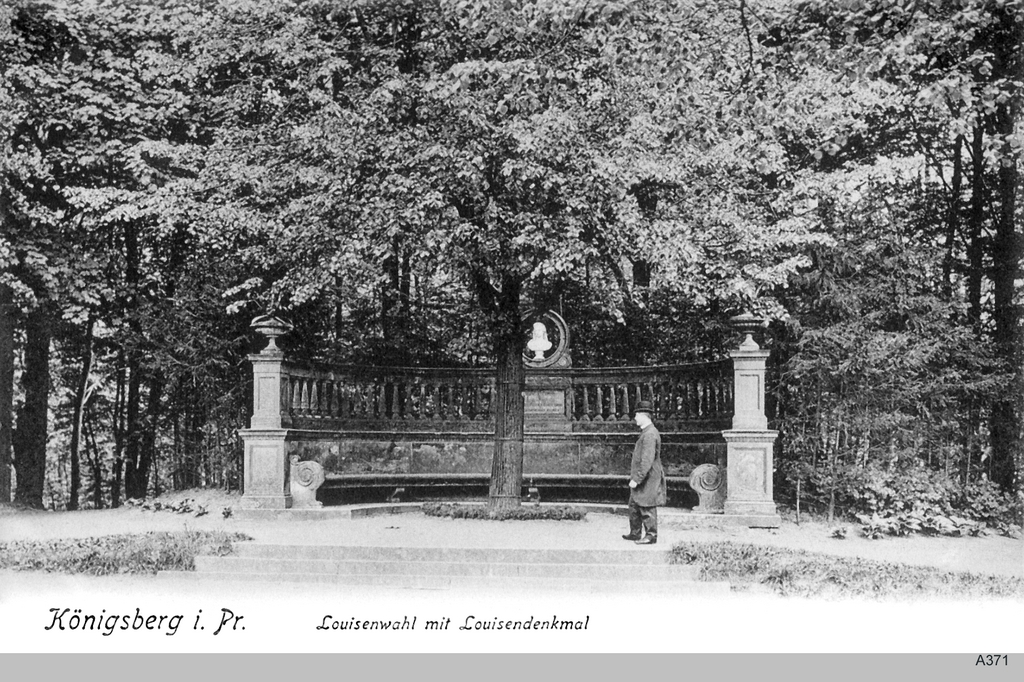
Luisendenkmal

Das Luisendenkmal stand im Lusalt'schen Hufengarten, dem späteren Kaiserlichen Park Luisenwahl im Stadtteil Hufen in Königsberg, dem heutigen Kaliningrad. Ein Komitee Königsberger Bürger ließen die Exedrabank mit Pergola und Ziervasen errichten, in deren Mitte eine Büste der Königin Luise von Preußen in ein Medaillon eingelassen wurde.

## Entstehungsgeschichte
Im Jahr 1796 erwarb der damalige Kirchen- und Schulrat Christoph Wilhelm Busolt das damals außerhalb der Stadt gelegene Gut Pojenters und benannte es zu Ehren seiner Gattin „Louisenwahl“. Als das preußische Königspaar Friedrich Wilhelm III. und Luise während der französischen Besetzung Berlins von 1807 bis 1809 in Königsberg residierte, stellte Busolt ihm das Gut „Louisenwahl“ als Sommersitz zur Verfügung.
Als man überall in Deutschland nach der Rückkehr der siegreichen Truppen aus dem Deutsch-Französischen Krieg 1871 Friedensbäume setzte, regte in Königsberg der Polizeipräsident Adolf von Pilgrim an, im Hufengarten, den der Volksmund bereits „Luisenwahl“ nannte, eine Friedenslinde zu pflanzen. Mit Genehmigung des Grundstücksbesitzes wurde vor Luises Lieblingsplatz im Hufengarten eine junge Friedenslinde gepflanzt. Zeitgleich kam in Königsberg der Gedanke auf, in Luisenwahl ein Erinnerungszeichen an Luise zu stiften. Als 1872 der Hufengarten zum Verkauf gelangte, erwarb Kaiser Wilhelm I. in Erinnerung an seine Mutter das Grundstück. Als Kaiserlicher Park war der große Garten öffentlich zugänglich.
Die Vorbereitungen des Sedantages am 2. September 1872, der in Königsberg als Friedensfest gefeiert werden sollte, organisierte ein Komitee, dem Polizeipräsident Pilgrim vorstand. Weitere Mitglieder waren Polizeirat Jagielski, Stadtkommandant General von Baumgarth, der Oberbürgermeister von Königsberg, Kommerzienrat Stephan, Geheimer Sanitätsrat Dr. Burow, Lustspieldichter Ernst Wichert, Chefredakteur Dr. Julius Mühlfeld, sowie verschiedene Fabrikanten und Handwerksmeister. Um dem Friedensfest einen besonderen Anziehungspunkt zu geben, beschloss das Komitee, als Denkmal für die Königin Luise eine Einfriedung zur Friedenslinde zu stiften. Damit konnte die verfallene Ruhebank in monumentaler Form erneuert und die aussichtsreiche Stelle zum Ruhesitz für müde Wanderer hergerichtet werden.
Während der Feiern zum Sedantag 1872 erlebten „tausende von Teilnehmern“ die Grundsteinlegung zu diesem Denkmal.

Als Wilhelm I. 1873 auf einer Reise nach St. Petersburg in Königsberg Station machte, und bei der Gelegenheit auch Luisenwahl besuchte, gaben ihm die Mitglieder des Komitees ihm ihre Wünsche bekannt. Prompt sagte der Kaiser die Spende einer Büste seiner Mutter für das im Bau befindliche Denkmal zu. Die Büste, eine Replik des Steinmetzmeisters Bellert nach einer Büste von Christian Daniel Rauch, wurde in die obere Säulengalerie der Bank eingefügt. Die Widmungsinschrift auf dem Stein unterhalb der Büste verdeutlicht die Absicht der Stifter: 
Die Einweihung des Denkmals fand am Sedantag des Jahres 1874 statt.
Die Bank ist noch vorhanden, die Büste ging jedoch in den Nachkriegswirren verloren.